# México en la Copa Mundial de Fútbol de 1998
La selección de México fue uno de los 32 equipos participantes de la Copa Mundial de Fútbol de 1998, realizada en Francia entre junio y julio del mismo año. Fue la décima participación del equipo mexicano. 
La selección de México fue encuadrada en el grupo E junto con la selección neerlandesa, la selección belga y la selección surcoreana. 
En su primer encuentro, disputado en Lyon el 13 de junio, venció 3-1 a los asiáticos dando vuelta al marcador en el segundo tiempo, con anotación de Ricardo Peláez y doblete de Luis Hernández. 
El segundo choque celebrado el 20 de junio en Burdeos, fue contra Bélgica. El equipo belga con goles de Marc Wilmots ya ganaba 2-0 en el inicio del segundo tiempo. Sin embargo, García Aspe al 55' de penal descontó el marcador, y Cuauhtémoc Blanco al 62' emparejó el partido. 
En el último compromiso del día 25 de junio en Saint-Étienne, México vivió la misma desventaja de 2-0 al medio tiempo contra los neerlandeses. Faltando quince minutos para el término, Peláez descontó para el 1-2, y posteriormente Luis Hernández marcó el empate en el minuto 90'. El empate 2-2 los clasificó a la siguiente fase; en primer lugar para los de la «naranja mecánica» y segundo para los mexicanos.
Ya en octavos de final se enfrentó a la selección de Alemania.
Por primera vez en el certamen México iniciaba ganando el encuentro por conducto de Luis Hernández en el comienzo del segundo lapso. A pesar de todo, el cuadro germano se impuso 2-1 con anotaciones de Jürgen Klinsmann y Oliver Bierhoff. Por segunda ocasión consecutiva la selección mexicana había caído en octavos de final.
Por otro contexto, el delantero Luis Hernández con sus cuatro anotaciones se convirtió en el máximo goleador mexicano en copas mundiales hasta la actualidad y también en el goleador mexicano que más ha marcado en un solo torneo. Inclusive se consagró como uno de los mejores artilleros del mundial de Francia compartiendo plaza con Ronaldo y Marcelo Salas.

## Clasificación

### Tercera ronda
| Equipo                       | Pts | PJ | PG | PE | PP | GF | GC | Dif |
| ---------------------------- | --- | -- | -- | -- | -- | -- | -- | --- |
| Jamaica                      | 13  | 6  | 4  | 1  | 1  | 12 | 3  | 9   |
| México                       | 12  | 6  | 4  | 0  | 2  | 14 | 6  | 8   |
| Honduras                     | 10  | 6  | 3  | 1  | 2  | 18 | 11 | 7   |
| San Vicente y las Granadinas | 0   | 6  | 0  | 0  | 6  | 6  | 30 | -24 |

| Fecha                    | Lugar            | Local                        |                                         | Resultado |                                         | Visitante                    |
| ------------------------ | ---------------- | ---------------------------- | --------------------------------------- | --------- | --------------------------------------- | ---------------------------- |
| 15 de septiembre de 1996 | Kingstown        | San Vicente y las Granadinas | Bandera de San Vicente y las Granadinas | 0:3 (0:1) | Bandera de México                       | México                       |
| 21 de septiembre de 1996 | San Pedro Sula   | Honduras                     | Bandera de Honduras                     | 2:1 (0:0) | Bandera de México                       | México                       |
| 16 de octubre de 1996    | Ciudad de México | México                       | Bandera de México                       | 2:1 (1:0) | Bandera de Jamaica                      | Jamaica                      |
| 30 de octubre de 1996    | Ciudad de México | México                       | Bandera de México                       | 5:1 (2:0) | Bandera de San Vicente y las Granadinas | San Vicente y las Granadinas |
| 6 de noviembre de 1996   | Ciudad de México | México                       | Bandera de México                       | 3:1 (3:0) | Bandera de Honduras                     | Honduras                     |
| 17 de noviembre de 1996  | Kingston         | Jamaica                      | Bandera de Jamaica                      | 1:0 (0:0) | Bandera de México                       | México                       |

### Cuarta ronda (Hexagonal final)
| Equipo         | Pts | PJ | PG | PE | PP | GF | GC | Dif |
| -------------- | --- | -- | -- | -- | -- | -- | -- | --- |
| México         | 18  | 10 | 4  | 6  | 0  | 23 | 7  | 16  |
| Estados Unidos | 17  | 10 | 4  | 5  | 1  | 17 | 9  | 8   |
| Jamaica        | 14  | 10 | 3  | 5  | 2  | 7  | 12 | -5  |
| Costa Rica     | 12  | 10 | 3  | 4  | 4  | 13 | 12 | 1   |
| El Salvador    | 10  | 10 | 2  | 4  | 4  | 11 | 16 | -5  |
| Canadá         | 6   | 10 | 1  | 3  | 6  | 5  | 20 | -15 |

| Fecha                   | Lugar            | Local          |                           | Resultado |                           | Visitante      |
| ----------------------- | ---------------- | -------------- | ------------------------- | --------- | ------------------------- | -------------- |
| 2 de marzo de 1997      | Ciudad de México | México         | Bandera de México         | 4:0 (0:0) | Bandera de Canadá         | Canadá         |
| 16 de marzo de 1997     | Tibás            | Costa Rica     | Bandera de Costa Rica     | 0:0       | Bandera de México         | México         |
| 13 de abril de 1997     | Ciudad de México | México         | Bandera de México         | 6:0 (3:0) | Bandera de Jamaica        | Jamaica        |
| 20 de abril de 1997     | Foxborough       | Estados Unidos | Bandera de Estados Unidos | 2:2 (1:1) | Bandera de México         | México         |
| 8 de junio de 1997      | San Salvador     | El Salvador    | Bandera de El Salvador    | 0:1 (0:0) | Bandera de México         | México         |
| 5 de octubre de 1997    | Ciudad de México | México         | Bandera de México         | 5:0 (3:0) | Bandera de El Salvador    | El Salvador    |
| 12 de octubre de 1997   | Edmonton         | Canadá         | Bandera de Canadá         | 2:2 (0:1) | Bandera de México         | México         |
| 2 de noviembre de 1997  | Ciudad de México | México         | Bandera de México         | 0:0       | Bandera de Estados Unidos | Estados Unidos |
| 9 de noviembre de 1997  | Ciudad de México | México         | Bandera de México         | 3:3 (2:0) | Bandera de Costa Rica     | Costa Rica     |
| 16 de noviembre de 1997 | Kingston         | Jamaica        | Bandera de Jamaica        | 0:0       | Bandera de México         | México         |

### Goleadores
| Jugador             | Goles | PJ |
| ------------------- | ----- | -- |
| Carlos Hermosillo   | 11    | 14 |
| Benjamín Galindo    | 8     | 12 |
| Luis Roberto Alves  | 5     | 6  |
| Luis García         | 2     | 5  |
| Ricardo Peláez      | 2     | 5  |
| Luis Hernández      | 2     | 6  |
| Paulo César Chávez  | 1     | 2  |
| Damián Álvarez      | 1     | 3  |
| Enrique Alfaro      | 1     | 5  |
| Joaquín del Olmo    | 1     | 6  |
| Alberto García Aspe | 1     | 13 |
| Ramón Ramírez       | 1     | 13 |

### Lista provisional
| Nombre             | Posición       | Edad | PJ Sel | G | Club                 |
| ------------------ | -------------- | ---- | ------ | - | -------------------- |
| Paulo César Chávez | Centrocampista | 22   | 12     | 1 | Guadalajara          |
| Héctor López       | Defensa        | 27   | 6      | 0 | Atlas de Guadalajara |
| David Oteo         | Defensa        | 25   | 4      | 0 | U.N.A.M.             |

## Jugadores
- Datos corresponden a la situación previa al inicio del torneo

| #  | Nombre              | Posición      | Edad | PJ Sel | Club             |
| -- | ------------------- | ------------- | ---- | ------ | ---------------- |
| 1  | Jorge Campos        | Portero       | 31   | 37     | Pumas UNAM       |
| 2  | Claudio Suárez      | Defensa       | 29   | 15     | Guadalajara      |
| 3  | Joel Sánchez        | Defensa       | 23   | 21     | Guadalajara      |
| 4  | Germán Villa        | Mediocampista | 25   | 36     | América          |
| 5  | Duilio Davino       | Defensa       | 22   | 27     | América          |
| 6  | Marcelino Bernal    | Mediocampista | 36   | 28     | Monterrey        |
| 7  | Ramón Ramírez       | Mediocampista | 28   | 17     | Guadalajara      |
| 8  | Alberto García Aspe | Mediocampista | 31   | 108    | América          |
| 9  | Ricardo Peláez      | Delantero     | 35   | 29     | América          |
| 10 | Luis García Postigo | Delantero     | 29   | 75     | Atlante          |
| 11 | Cuauhtémoc Blanco   | Delantero     | 25   | 15     | Necaxa           |
| 12 | Oswaldo Sánchez     | Portero       | 24   | 22     | América          |
| 13 | Pável Pardo         | Defensa       | 21   | 18     | Atlas            |
| 14 | Raúl Rodrigo Lara   | Mediocampista | 25   | 46     | América          |
| 15 | Luis Hernández      | Delantero     | 29   | 85     | Necaxa           |
| 16 | Isaac Terrazas      | Defensa       | 25   | 56     | América          |
| 17 | Francisco Palencia  | Delantero     | 25   | 67     | Cruz Azul        |
| 18 | Salvador Carmona    | Defensa       | 22   | 14     | Toluca           |
| 19 | Braulio Luna        | Mediocampista | 23   | 5      | Pumas UNAM       |
| 20 | Jaime Ordiales      | Mediocampista | 34   | 8      | Deportivo Toluca |
| 21 | Jesús Arellano      | Mediocampista | 25   | 49     | Guadalajara      |
| 22 | Óscar Pérez         | Portero       | 25   | 13     | Cruz Azul        |
| DT | Manuel Lapuente     |               |      |        |                  |

## Participación

### Primera fase
| Equipo        | Pts | PJ | PG | PE | PP | GF | GC | Dif |
| ------------- | --- | -- | -- | -- | -- | -- | -- | --- |
| Países Bajos  | 5   | 3  | 1  | 2  | 0  | 7  | 2  | 5   |
| México        | 5   | 3  | 1  | 2  | 0  | 7  | 5  | 2   |
| Bélgica       | 3   | 3  | 0  | 3  | 0  | 3  | 3  | 0   |
| Corea del Sur | 1   | 3  | 0  | 1  | 2  | 2  | 9  | -7  |

| 13 de junio de 1998, 17:30 | Corea del Sur | 1:3 (1:0) | México                         | Stade Gerland, Lyon                                      |                                                          |
|                            | Ha 27'        | Reporte   | Peláez 50' · Hernández 75' 84' | Asistencia: 39 100 espectadores Árbitro(s): Günter Benko | Asistencia: 39 100 espectadores Árbitro(s): Günter Benko |

| 20 de junio de 1998, 17:30 | Bélgica         | 2:2 (1:0) | México                              | Parc Lescure, Burdeos                                   |                                                         |
|                            | Wilmots 42' 47' | Reporte   | García Aspe 55' (pen.) · Blanco 62' | Asistencia: 31 800 espectadores Árbitro(s): Hugh Dallas | Asistencia: 31 800 espectadores Árbitro(s): Hugh Dallas |

| 25 de junio de 1998, 16:00 | Países Bajos             | 2:2 (2:0) | México                       | Stade Geoffroy-Guichard, Saint-Étienne                           |                                                                  |
|                            | Cocu 4' · R. de Boer 18' | Reporte   | Peláez 75' · Hernández 90+4' | Asistencia: 30 600 espectadores Árbitro(s): Abdul Rahman Al Zaid | Asistencia: 30 600 espectadores Árbitro(s): Abdul Rahman Al Zaid |

### Octavos de final
| 29 de junio de 1998, 16:30 | Alemania                     | 2:1 (0:0) | México        | Stade de la Mosson, Montpellier                                |                                                                |
|                            | Klinsmann 74' · Bierhoff 86' | Reporte   | Hernández 47' | Asistencia: 29 800 espectadores Árbitro(s): Vítor Melo Pereira | Asistencia: 29 800 espectadores Árbitro(s): Vítor Melo Pereira |

## Estadísticas
| Equipo | Equipo   | Pts | PJ | PG | PE | PP | GF | GC | Dif | Rend  |
| ------ | -------- | --- | -- | -- | -- | -- | -- | -- | --- | ----- |
| 12     | Nigeria  | 6   | 4  | 2  | 0  | 2  | 6  | 9  | -3  | 50%   |
| 13     | México   | 5   | 4  | 1  | 2  | 1  | 8  | 7  | 1   | 41,7% |
| 14     | Paraguay | 5   | 4  | 1  | 2  | 1  | 3  | 2  | 1   | 41,7% |

### Goleadores y asistencias
| Jugador             | Anotado | A. | Min. |
| ------------------- | ------- | -- | ---- |
| Luis Hernández      | 4       | 1  | 360  |
| Ricardo Peláez      | 2       | 1  | 84   |
| Cuauhtémoc Blanco   | 1       | 2  | 360  |
| Alberto García Aspe | 1       | 1  | 314  |